# واهاگن هواکیمیان
واهاگن میساکی هواکیمیان (ارمنی: Վահագն Միսակի Հովակիմյան؛ زادهٔ ۳۰ ژوئن ۱۹۷۴) یک روزنامه‌نگار و سیاستمدار اهل ارمنستان است که از تاریخ ۲۰۱۹ تا تاریخ کنون سمت نمایندگی دوره‌های هفتم و هشتم مجلس ملی جمهوری ارمنستان را برعهده دارد.

## زندگی‌نامه
در ۳۰ ژوئن ۱۹۷۴ در ایروان به دنیا آمد و از دانشگاه دولتی ایروان فارغ‌التحصیل شد. 